# Winchester modèle 70

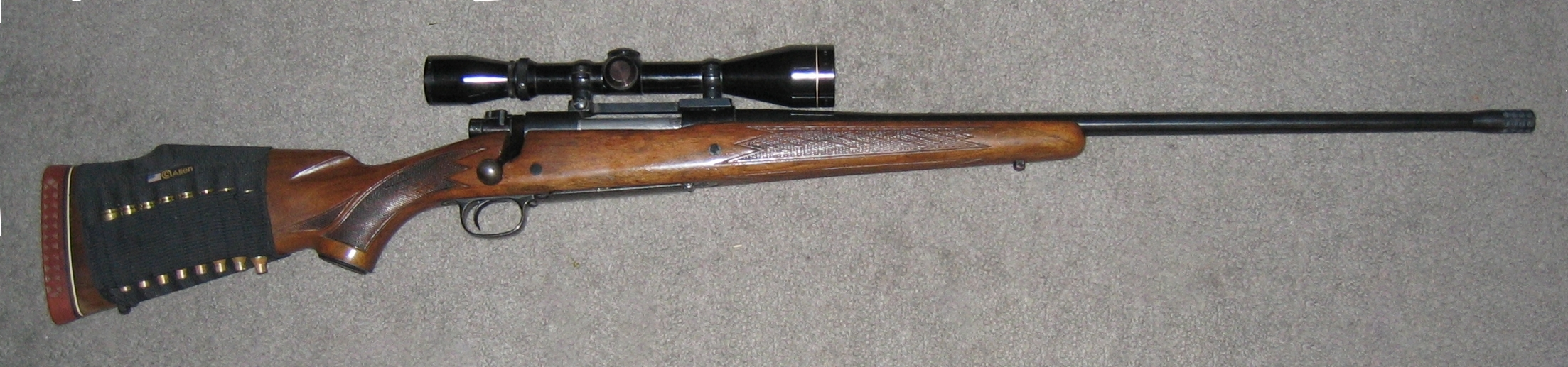
Une carabine Winchester Model 70 en configuration chasse.

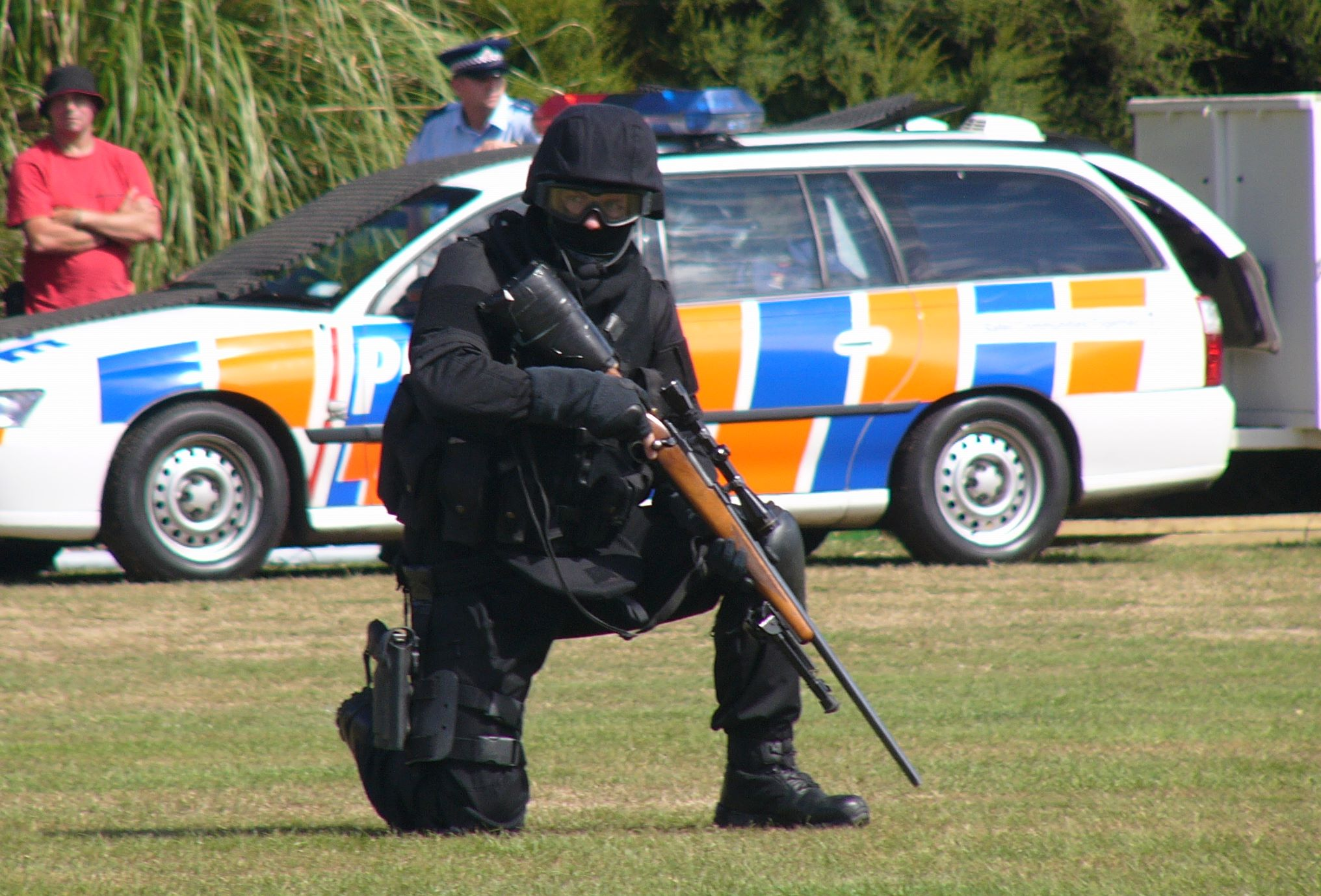
Un sniper de la police néo-zélandaise armé d'une Winchester 70 munie d'une lunette et d'un bipied.

La carabine de chasse Winchester Modèle 70 est apparue sur le marché nord-américain en 1936. Elle est produite par Winchester Repeating Arms Company.

## Technique

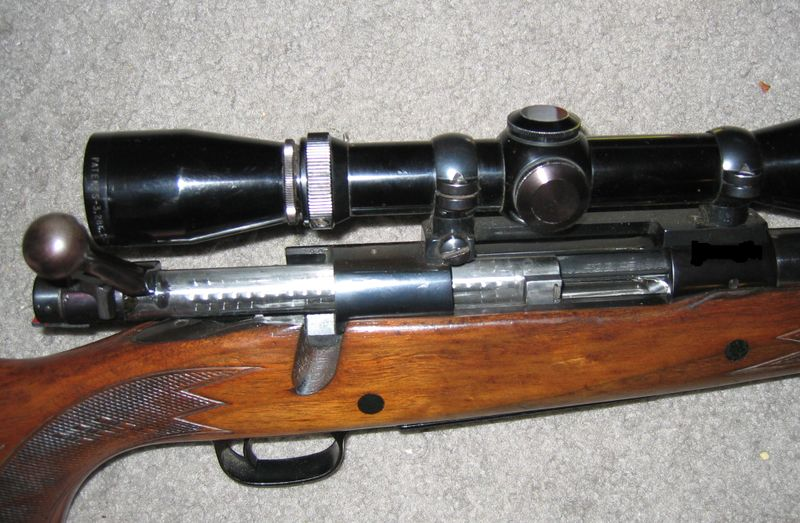
Verrou à demi ouvert sur une carabine Winchester Model 70.

Cette carabine à verrou dérive mécaniquement du Mauser 1898. Le canon est en acier au carbone ou inoxydable. La monture de type monobloc est réalisée en noyer américain ou en polymère. Les organes de visée sont classiques (hausse, bande de battue et guidon réglable). La Winchester 70 peut recevoir une lunette de visée. Son magasin est fixe.

## Production
Le modèle 70 a été fabriqué par la société Winchester Repeating Arms entre 1936 et 1980. Depuis le début des années 1980 et jusqu'en 2006, les carabines Winchester ont été fabriquées par US Repeating Arms en vertu d'un accord avec la société Olin Corporation, permettant d'utiliser le nom et le logo de Winchester. À l'automne 2007, c’est FNH USA qui reprendra sa fabrication.

## Diffusion
Ce fusil de précision est utilisé par de nombreux SWAT Teams mais aussi par la police néo-zélandaise. Il fut en dotation dans l'US Marine Corps durant la Guerre du Viêt Nam (notamment entre les mains du célèbre sniper Carlos Hathcock)  avant de céder son rôle à la Remington 700. Enfin une version à canon court servit de carabine de survie au sein de la Gendarmerie royale du Canada.

### Versions chasse
- Cartouches :  du .22-250 Rem au .500 MDM (B&M).
- Lonqueur du canon : 56 à 66 cm.
- Longueur de la carabine : 108 à 118 cm.
- Masse de l'arme vide : 2,7 à 4,5 kg

Néanmoins la majorité des chasseurs nord-américains optent pour une carabine de calibre .30-06 US ou .308 Win mesurant 113 cm  pour 3,5 kg . Cette Winchester Model 70 Classic Hunter possède un canon de 61 cm et un magasin de 5 cartouches. Ces deux mêmes calibres ayant été interdits aux chasseurs français jusqu'en 2013, ceux-ci optaient pour le .243 Winchester, les .270 Winchester/270 WSM ou le .300 WM pour une carabine M70 pesant 2,9 à 3,2 kg et mesurant 108 à 113 cm.
En 2016, un modèle commémoratif baptisé Model 70 Commemorative 150th, chambré en .270 Win est produit pour les 150 ans de la marque.

## Version sniper USMC
- Munition : .30-06 (7,62 x 63 mm)
- Longueur du canon : 66 cm
- Longueur de la carabine : 117 cm
- Masse de la carabine vide sans lunette: 3,6 kg